# Relação do álcool e a neuropsicologia

O etanol é a substância psicoativa principal encontrada em bebidas alcoólicas, como cerveja, vinho e destilados. Também conhecido como álcool etílico, é produzido através da fermentação de açúcares presentes em diversos ingredientes, como grãos, frutas ou vegetais

O alcoolismo é resultado da interação entre fatores genéticos e ambientais, e está associado a defeitos cerebrais e deficiências cognitivas, emocionais e comportamentais. O consumo de bebidas alcoólicas contendo etanol, uma droga psicoativa, é comum em todo o mundo, proporcionando efeitos relaxantes e eufóricos. No entanto, os efeitos da intoxicação alcoólica seguem um curso bifásico, começando com sensações iniciais de relaxamento e exuberância, e evoluindo para ressaca, exaustão, depressão ou, em casos de consumo excessivo, vômitos e perda de consciência.
Os critérios para classificar alguém como alcoólatra podem variar, mas acredita-se que o uso excessivo de álcool e o alcoolismo existam em um continuum de distúrbios relacionados ao álcool, com aumento da frequência de um padrão prejudicial de consumo. A Neuropsicologia é uma área da Psicologia e das Neurociências que estuda as relações entre o sistema nervoso central (SNC), o funcionamento cognitivo e o comportamento, através da avaliação e reabilitação neuropsicológica. No contexto do abuso de álcool, a Neuropsicologia se dedica a descrever as alterações cognitivas, comportamentais e emocionais, bem como a qualidade do funcionamento mental, além de realizar análises de potenciais.
Considerando que o álcool é uma substância neurotóxica, diversos estudos de neuroimagem, fisiológicos, neuropatológicos e neuropsicológicos de alcoólatras indicam que os lobos frontais, o sistema límbico e o cerebelo são particularmente vulneráveis a danos e disfunções. Uma abordagem integrativa, que envolve diferentes tecnologias neurocientíficas, é essencial para compreender a interconectividade dos diferentes sistemas funcionais afetados pelo alcoolismo. Essa abordagem permite a aplicação de técnicas experimentais relevantes para determinar o grau em que a abstinência e o tratamento contribuem para a reversão da atrofia e disfunção cerebral.
É comum que pacientes alcoólatras apresentem problemas cerebrais, comprovados por meio de técnicas de neuroimagem, como tomografia computadorizada (TC), ressonância magnética (RM), tomografia por emissão de pósitrons (PET) e tomografia computadorizada por emissão de fóton único (SPECT). Esses problemas podem persistir não apenas nos primeiros dias de abstinência, mas também meses após o último uso da substância.

## Fatores que contribuem para o alcoolismo
Os efeitos do alcoolismo no cérebro e no comportamento são diversos e são influenciados por vários fatores, como idade, estado de saúde e histórico familiar.

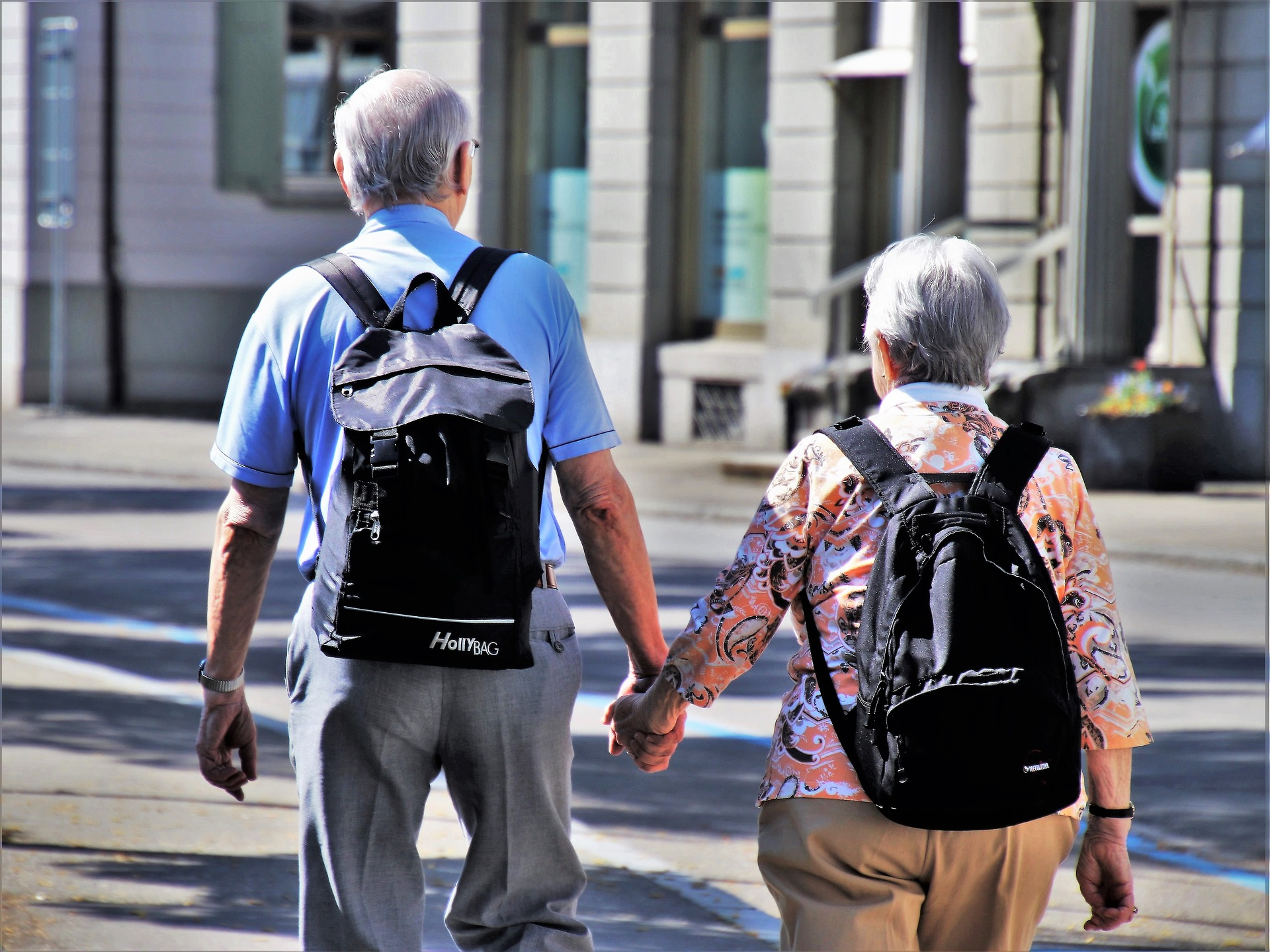
O consumo de álcool em idosos requer atenção especial devido às possíveis complicações e efeitos negativos que podem surgir nessa faixa etária. É importante considerar que o envelhecimento pode afetar a forma como o organismo processa o álcool, tornando os idosos mais suscetíveis aos seus efeitos adversos

### Idade
Em relação à idade, o envelhecimento normal está associado a alterações fisiológicas que sugerem uma maior sensibilidade ao álcool. Os idosos que consomem álcool tendem a ter uma maior concentração de álcool no sangue devido ao declínio do teor de água corporal e o envelhecimento afeta a capacidade do corpo de metabolizar o álcool. As mudanças neuroanatômicas observadas no envelhecimento são semelhantes às encontradas no alcoolismo crônico , incluindo a atrofia cerebral nos lobos frontais e o aumento do tamanho dos ventrículos e sulcos cerebrais em alcoólatras. Essas semelhanças levaram à hipótese de que o alcoolismo está associado a um envelhecimento prematuro.
Estudos de neuroimagem têm mostrado que certas estruturas cerebrais apresentam maior redução de tamanho em alcoólatras mais velhos em comparação com os mais jovens, como o córtex cerebral, o corpus calossum, o hipocampo e o cerebelo. Além disso, essas alterações neuroanatômicas estão relacionadas a déficits neuropsicológicos e psicomotores em alcoólatras mais velhos, afetando a memória de trabalho, a habilidade visuoespacial, a marcha e o equilíbrio.
Os resultados das investigações neurocomportamentais também sugerem que o envelhecimento aumenta a vulnerabilidade ao declínio relacionado ao alcoolismo. Medidas de ressonância magnética e de tensor de difusão, juntamente com o desempenho em tarefas cognitivas específicas, mostraram correlações significativas entre idade e função cerebral em alcoólatras.

### Saúde
O alcoolismo pode estar associado a várias condições médicas e psiquiátricas que podem influenciar o funcionamento neurobiológico e neurocomportamental. Entre essas condições, destacam-se a doença hepática, doença cardiovascular, desnutrição e deficiência de tiamina. A deficiência de tiamina pode contribuir para o Transtorno Amnéstico Persistente Induzido por Álcool (Sindrome de Korksakoff), que é um distúrbio neuropsiquiátrico grave caracterizado por déficits de memória de curto prazo e de longo prazo, juntamente com dificuldades cognitivas e emocionais.

### Genética
Estudos genéticos demonstraram que fatores hereditários desempenham um papel na vulnerabilidade ao alcoolismo. A resposta ao álcool é influenciada por variantes genéticas nas enzimas responsáveis pelo metabolismo do álcool.
O National Institute on Alcohol Abuse and Alcoholism (NIAAA) patrocinou o programa Collaborative Studies on Genetics of Alcoholism (COGA) para investigar a natureza dos fatores genéticos relacionados ao alcoolismo. Através desse programa, foram coletados dados clínicos, neuropsicológicos, eletrofisiológicos, bioquímicos e genéticos de milhares de indivíduos de famílias afetadas pelo alcoolismo. Esses estudos levaram à identificação de regiões cromossômicas e genes específicos associados ao risco de alcoolismo.
Além disso, foram encontradas associações entre polimorfismos genéticos dopaminérgicos e comportamentos dependentes de recompensa, como o alcoolismo. A ativação e liberação de dopamina no cérebro em resposta ao álcool e outras drogas podem influenciar o desejo de consumo. Outros neurotransmissores, como glutamato, GABA, serotonina e encefalinas, também desempenham um papel na determinação dos efeitos recompensadores e estimulantes do álcool.

## Os Impactos do Consumo de Álcool no Cérebro
O consumo de álcool tem consequências significativas no cérebro humano, afetando tanto a saúde mental quanto o desempenho cognitivo. Indivíduos dependentes de álcool tendem a apresentar mais erros nas tarefas e um tempo maior para completar atividades específicas. Além disso, são observados déficits nas funções executivas, como inibição do comportamento, e na memória de trabalho, responsável pela retenção e manipulação de informações para realizar tarefas complexas.

### Alterações cognitivas comuns associadas ao consumo de álcool

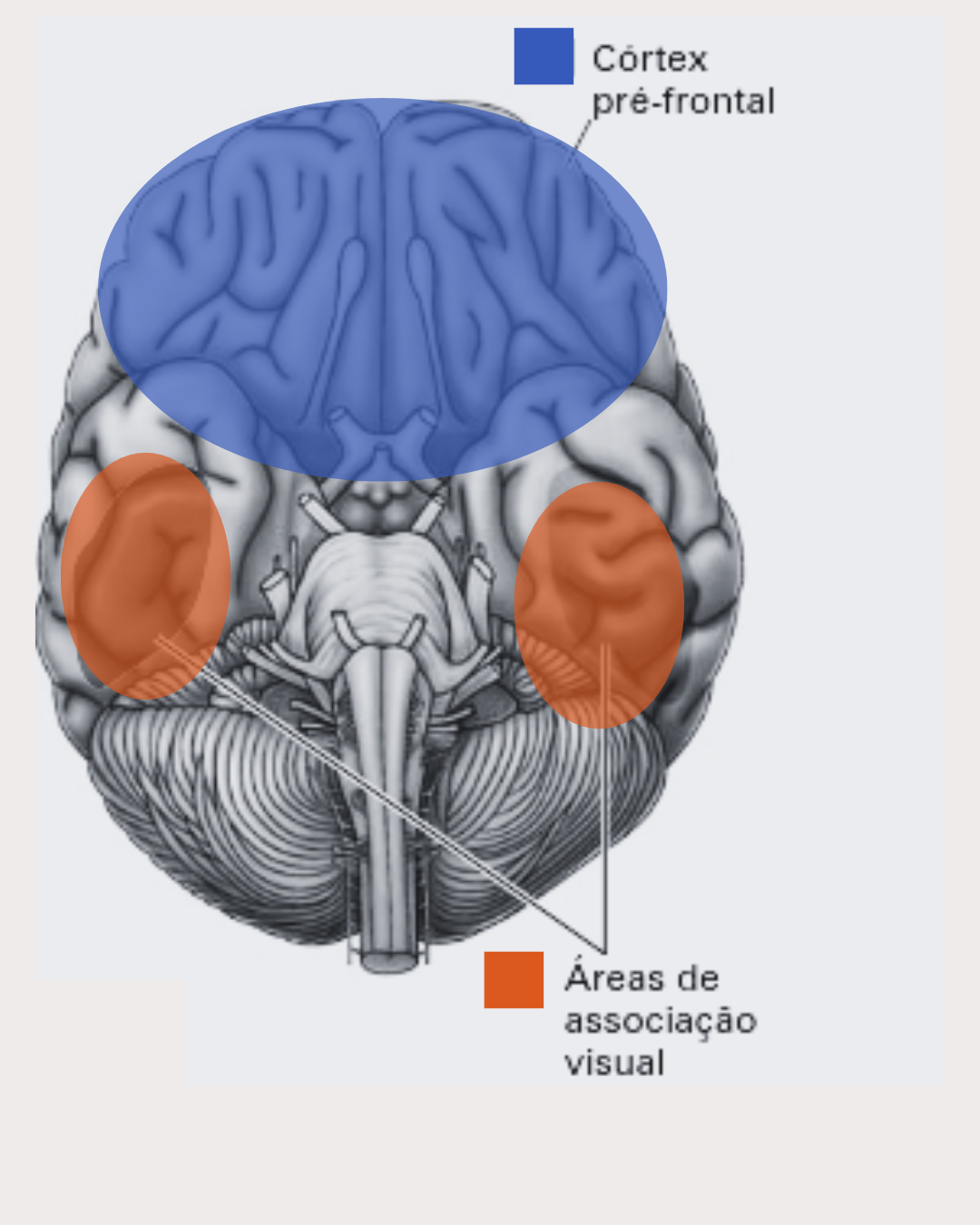
Pré-frontal é uma área do cérebro localizada na parte frontal do córtex cerebral. É responsável por funções cognitivas superiores, comportamento social, tomada de decisões e controle executivo. Ela inclui sub-regiões como o córtex pré-frontal dorsolateral, ventromedial e medial, que desempenham papéis específicos no processamento de informações e na regulação do comportamento

As alterações mais comuns são aquelas relacionadas com os problemas de memória, aprendizagem, abstração, resolução de problemas, análise e síntese visuoespacial, velocidade psicomotora, velocidade do processamento de informações e eficiência cognitiva. Os indivíduos dependentes de álcool tendem a apresentar mais erros nas tarefas e levam um tempo maior para completar determinadas atividades. São ainda encontrados déficits nas funções executivas (inibição do comportamento) e na memória de trabalho (working memory) que se refere a um sistema envolvendo a memória de curto prazo, responsável pela manutenção e manipulação de informações na mente para a realização de tarefas cognitivas complexas.
De acordo com Bechara Etal. alterações no córtex pré-frontal (CPF) dos dependentes de álcool tendem a prejudicar, principalmente, o processo de tomada de decisões (decision-making), levando o paciente a escolher opções mais atraentes em relação aos ganhos imediatos (como o próprio ato de beber), em detrimento de um comportamento voltado para a análise das consequências futuras de suas ações. Alterações no CPF, especificamente no córtex órbito-frontal, são observadas mesmo após meses de abstinência ao álcool e, provavelmente,estão relacionadas a problemas duradouros na atividade gabaérgica e serotoninérgica desta região, que influenciam a tomada de decisões,controle inibitório e o comportamento de buscar novamente o álcool, mantendo o processo de dependência da substância.14
Para avaliação de rastreio das funções associadas ao CPF, indica-se o uso da Bateria de Avaliação Frontal (FAB)15, sensível a lesões frontais e recentemente traduzida para ser utilizada com a população de dependentes químicos (Cunha e Nicastri, submetido).

### Danos cerebrais causados pelo consumo de álcool

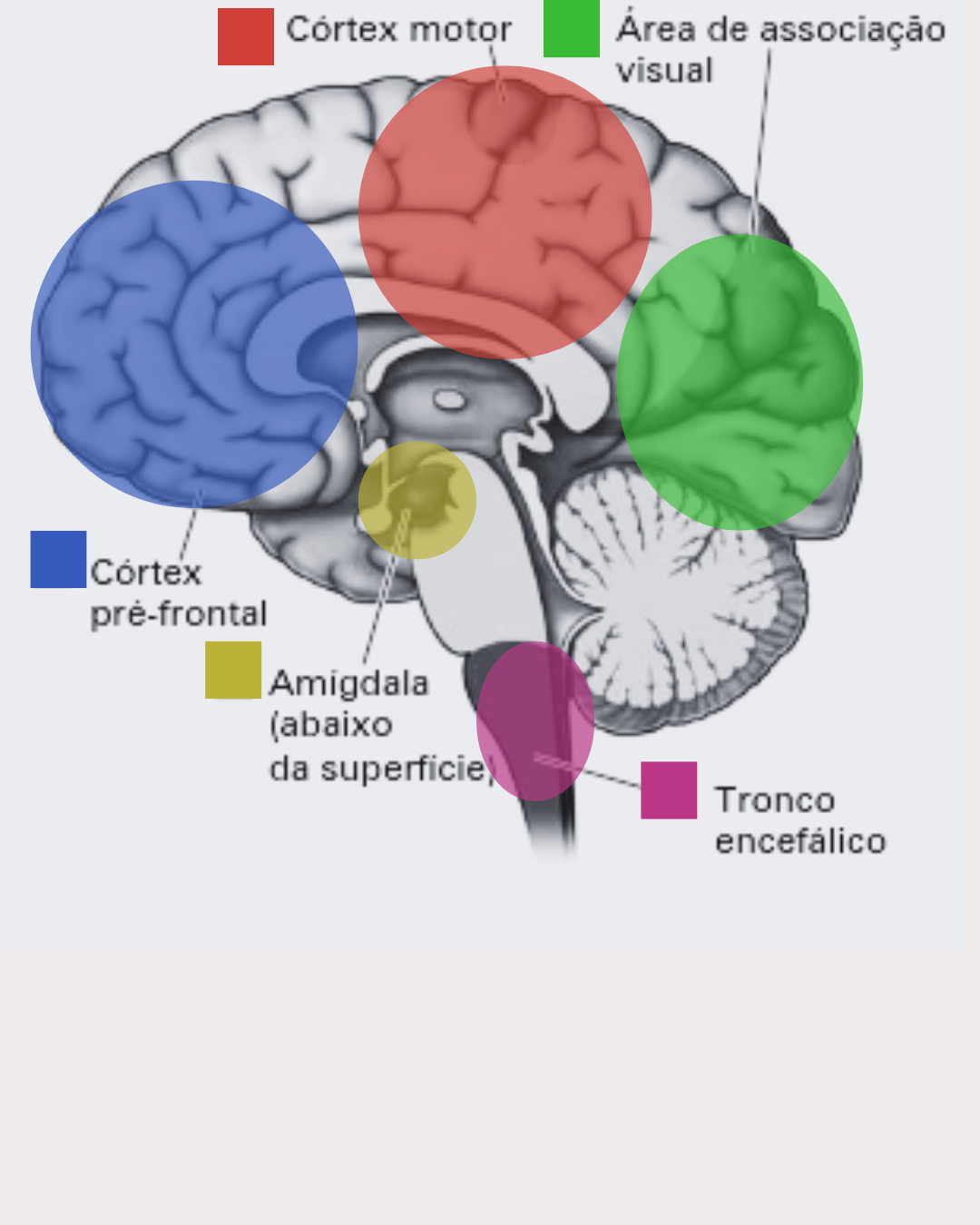
Regiões cerebrais : Cada uma dessas regiões desempenha funções distintas no cérebro e é essencial para o funcionamento adequado do organismo, seja no controle cognitivo e comportamental (pré-frontal), na coordenação dos movimentos (córtex motor), na regulação das funções vitais (tronco encefálico) ou no processamento emocional (amígdala)

Os déficits cognitivos decorrentes do consumo de álcool têm implicações diretas no tratamento, exigindo a consideração dessas alterações nas estratégias adotadas e na análise do prognóstico. No entanto, a maioria dos programas de tratamento ainda não leva em conta o impacto dos déficits cognitivos na eficácia dos cuidados, nem utiliza técnicas de reabilitação cognitiva para mitigar as alterações identificadas.
Um estudo realizado por Noël et al. avaliou 20 dependentes de álcool em comparação com 20 voluntários saudáveis, utilizando testes neuropsicológicos que avaliaram funções como controle inibitório, memória operativa, capacidade de abstração e memória verbal, juntamente com análises do funcionamento cerebral por meio de tomografia computadorizada por emissão de fóton único (SPECT). Após um programa de desintoxicação, com uma média de 18,8 dias de abstinência, os pacientes apresentaram dificuldades no funcionamento neuropsicológico e cerebral em comparação aos controles.
As alterações foram observadas principalmente nas funções de controle inibitório e memória operativa. Os resultados mostraram uma correlação significativa entre os achados neuropsicológicos e um pior funcionamento das regiões frontais do cérebro nos dependentes de álcool.
Porém, pacientes com alterações cognitivas e de neuroimagem, especialmente nas regiões frontais do cérebro, têm pior prognóstico e maior taxa de recaídas. Pesquisas indicam que déficits no controle inibitório e na memória operativa são comumente encontrados em dependentes de álcool, correlacionando-se com um pior funcionamento das regiões frontais do cérebro. Essas descobertas ressaltam a importância de considerar as áreas cerebrais mais afetadas pelo consumo de álcool e desenvolver abordagens terapêuticas que abordem especificamente essas alterações cognitivas.

## Reabilitação Neuropsicológica e Síndrome de Abstinência

### Avaliação Neuropsicológica e Testes Utilizados na Dependência de Álcool
A reabilitação neuropsicológica vai além dos déficits cognitivos, abrangendo também as questões emocionais, o contexto social e a experiência de vida do paciente, buscando uma visão holística do indivíduo. Entre os testes mais utilizados na avaliação neuropsicológica de pacientes com dependência de álcool estão o Teste de Trilhas, Subtestes de Dígitos e de Vocabulário da Bateria WAIS-III, que avaliam processos atencionais, funções executivas e funcionamento intelectual geral. Também são usados o Teste de Aprendizagem Auditivo-Verbal de Rey (RAVLT), para mensurar aprendizagem e memória, e o Teste de Stroop, para avaliar atenção seletiva, capacidade inibitória e flexibilidade mental.

### Síndrome de Abstinência e Alvos Terapêuticos no Tratamento do Alcoolismo
A abstinência do álcool em pacientes dependentes desencadeia uma síndrome bem definida de sintomas, podendo variar de leves a graves, com possíveis complicações fatais. Os sintomas iniciais incluem tremores, ansiedade, insônia, náuseas e inquietação, enquanto sintomas mais severos, presentes em cerca de 10% dos pacientes, envolvem febre baixa, taquipneia, tremores e sudorese profusa. Em casos não tratados, cerca de 5% dos pacientes podem desenvolver convulsões.
Os alvos terapêuticos de primeira linha no tratamento do alcoolismo estão nos genes das vias de neurotransmissores envolvidos no uso do álcool, como as vias de recompensa (serotonina, dopamina, GABA, glutamato e beta endorfina) e o sistema comportamental de resposta ao estresse (fator de liberação de corticotrofina e neuropeptídeo Y). Estudos genéticos têm identificado associações entre alcoolismo e polimorfismos funcionais em vários genes candidatos. Apesar disso, as terapias farmacológicas atuais são apenas modestamente eficazes na prevenção de recaídas e dependência em alcoólatras, o que requer mais pesquisas. Além disso, o tratamento de transtornos concomitantes continua sendo um desafio, sendo necessário o uso de abordagens criativas que combinem o apoio psicossocial individualizado para abordar de maneira eficaz esse problema.